# Leopold Feyen
Leopold Feyen (Grote-Brogel, 29 april 1928 – Peer, 23 oktober 2012) was een Belgisch politicus. Hij was burgemeester van Meeuwen-Gruitrode.

## Biografie
Beroepshalve was Feyen verzekeringsagent voor de DVV. 
In 1971 werd Leopold Feyen benoemd tot burgemeester van de gemeente Meeuwen, op het moment van de fusie met Wijshagen en Ellikom. In 1977 fuseerde Meeuwen met Gruitrode en Neerglabbeek. Feyen werd de eerste burgemeester van de fusie Meeuwen-Gruitrode. Hij bleef in functie tot juni 1991 en werd opgevolgd door Henri Hoogmartens.